# Баркод
Баркод (още бар код, бар-код, щрихкод, щрих код, щрих маркировка) е система за кодиране на стокови единици или обекти в промишлеността, търговията, медицината и много други области, която предоставя информация за производителя и артикула (в търговията) или други данни.
Служи за идентификация на даден обект и спомага за проследяване на стокооборота и търсенето на стоките, както и следи за изправността на фирмите като данъкоплатци.
Баркод е също и машинно разбираемата маркировка върху опаковката на стокова единица.
Най-често срещани са баркодовете, състоящи се от цифри и различни по широчина вертикални успоредни линии, които визуално наподобяват решетка, откъдето произлиза и думата на английски (bar – пръчка, прът). Баркодовете се разчитат от оптични сканиращи устройства, наречени баркод четци, снабдени със съответния софтуер.
Съществуват и по-съвременни баркодове под формата на концентрични окръжности или точкови матрици с квадратна форма, наричани матрични, 2D баркодове или QR кодове (на английски: Quick Response – „бърза реакция“), които са направени така, че лесно да може да бъдат сканирани от всякакви устройства, най-вече с набиращите скорост смартфони и таблети. Квадратните 2D баркодове са изобретени през 1994 г. от една от дъщерните компании на японския автомобилен производител Toyota. Състоят се от черни модули на бял фон, подредени в квадратен шаблон. Те са доста популярни в Япония и в други страни от Далечния изток, където множество компании вкарват в продуктите си информация за нови марки, събития или промоции.

## История
Първите баркодове са създадени в САЩ и патентовани през 1949 г. За пръв път баркод се използва за сканиране на каса през 1974 г. в супермаркет в щата Охайо, САЩ (маркираният продукт е пакетче дъвки). Американската баркод система е известна под името „Универсален продуктов код“ (UPC, Universal Product Code). За координиране на усилията по внедряване и стандартизиране на баркодовете в САЩ е създаден Единен съвет по кодиране (UCC, Uniform Code Council), преименуван впоследствие на GS1 US.
През 1977 г. сходна баркод система е въведена и в Европа, като по инициатива на търговци и производители е учредена неправителствената асоциация „Европейско номериране на артикулите“ (European Article Numbering – EAN). През 1991 г. UCC и EAN подписват договор за пълна международна и техническа съвместимост между двете системи за кодиране.
Така се създава GS1 – глобална организация, чиято мисия е създаване и внедряване на стандарти и решения за работещи и прозрачни вериги за доставки в глобален мащаб и между промишлените сектори. Щаб квартирите на GS1 са в Брюксел и Принстън, Ню Джърси. Към 2013 организацията има присъствие в над 100 страни и над един милион членове.
България е член на GS1 от края на 1991 г. Съгласно условията за членство в Международната асоциация EAN International, страните се представляват от неправителствени, нестопански асоциации, представляващи интересите на производители и търговци. Официален представител на България в GS1 е Българска търговско-промишлена палата (БТПП). Дейностите по въвеждане, развитие и контрола по приложението на стандартите GS1 на национално ниво се изпълняват от GS1 България Архив на оригинала от 2006-12-18 в Wayback Machine. (преди ЕАН България) – вече със статут на Съвет към БТПП. В GS1 България членуват над 3800 организации, като основната част от тях са производители на потребителски стоки.

## Баркод стандарти
В системата GS1 в употреба са няколко различни баркода: EAN-13, EAN-8, UPC-A, UPC-E, GS1-128, ITF-14 и DataBar. Те имат различна структура и следва да се разгледат поотделно.
Специфични баркод стандарти са тези за печатните издания: ISBN и ISSN.

### Стандарт EAN-13
EAN-13 се състои от 13 цифри и има следната структура:
- GS1-префикс от три разряда, който указва страната, в която е регистрирана фирмата производител на стоката (не е задължително страната, в която стоката е произведена). GS1-префиксът за България е 380
- код на производителя, който е от 4 до 6 разряда и се определя от националната организация GS1
- номер на артикул (търговска единица), който е от 3 до 5 разряда
- контролна цифра

### Стандарт EAN-8
EAN-8 се състои от 8 разряда и е предназначен за малки по размер артикули. EAN-8 се формира по различен начин от EAN-13.
- GS1-префикс от три разряда за страната. И тук за България кодът е 380
- номер на артикула, 4 разряда
- контролна цифра

### Стандарт UPC
UPC се състои от дванадесет разряда, разделени в три групи. Този баркод стандарт не предвижда разряди за държава
- Първата група от 6 до 9 разряда и се нарича UPC фирмен префикс
- Втората група от 5 до 2 разряда отговаря на номер на артикула
- Последният (12-и) разряд е контролна цифра

## Приложения на баркода
В управлението на продажбите употребата на бар кодовете може да даде много подробна и навременна информация за ключови аспекти от бизнеса, като подпомогне и ускори вземането на решения. Бързо продаваемите артикули могат да се идентифицират бързо и автоматично да се направят нови складови заявки. Бавно продаваемите също се идентифицират и поръчките за техните доставки се планират така, че да не заемат в търговската площ и прилежащото ѝ складово пространство, което би могло да се оползотвори по-добре. С баркодовете също лесно могат да се съберат данни за сезонната цикличност на стоките и за техния жизнен цикъл.